# Тито Сантана
Мерсед Солис (англ. Merced Solis, род. 10 мая 1953, Мишен, Техас), более известный под именем Ти́то Санта́на (англ. Tito Santana), — американский рестлер и учитель средней школы.
Сантана всю свою карьеру оставался фейсом и наиболее известен выступлениями в World Wrestling Federation с 1979 по 1993 год (пропустив часть 1980 года и вернувшись в 1983 году), где он дважды становился интерконтинентальным чемпионом WWF в тяжёлом весе и дважды — командным чемпионом WWF. Он также выиграл турнир «Король ринга» в 1989 году и участвовал во всех первых девяти шоу WrestleMania, а также помог преодолеть разрыв между эрой Rock 'n Wrestling Connection 1980-х годов и эрой New Generation 1990-х годов.
Сантана был введен в Зал славы WWE в 2004 году. Во время своей карьеры в WWF Сантана, несмотря на то, что родился и вырос в Техасе, был заявлен из «Токулы, Мексика», что может быть ошибочной ссылкой на город Толука.

## Карьера в рестлинге

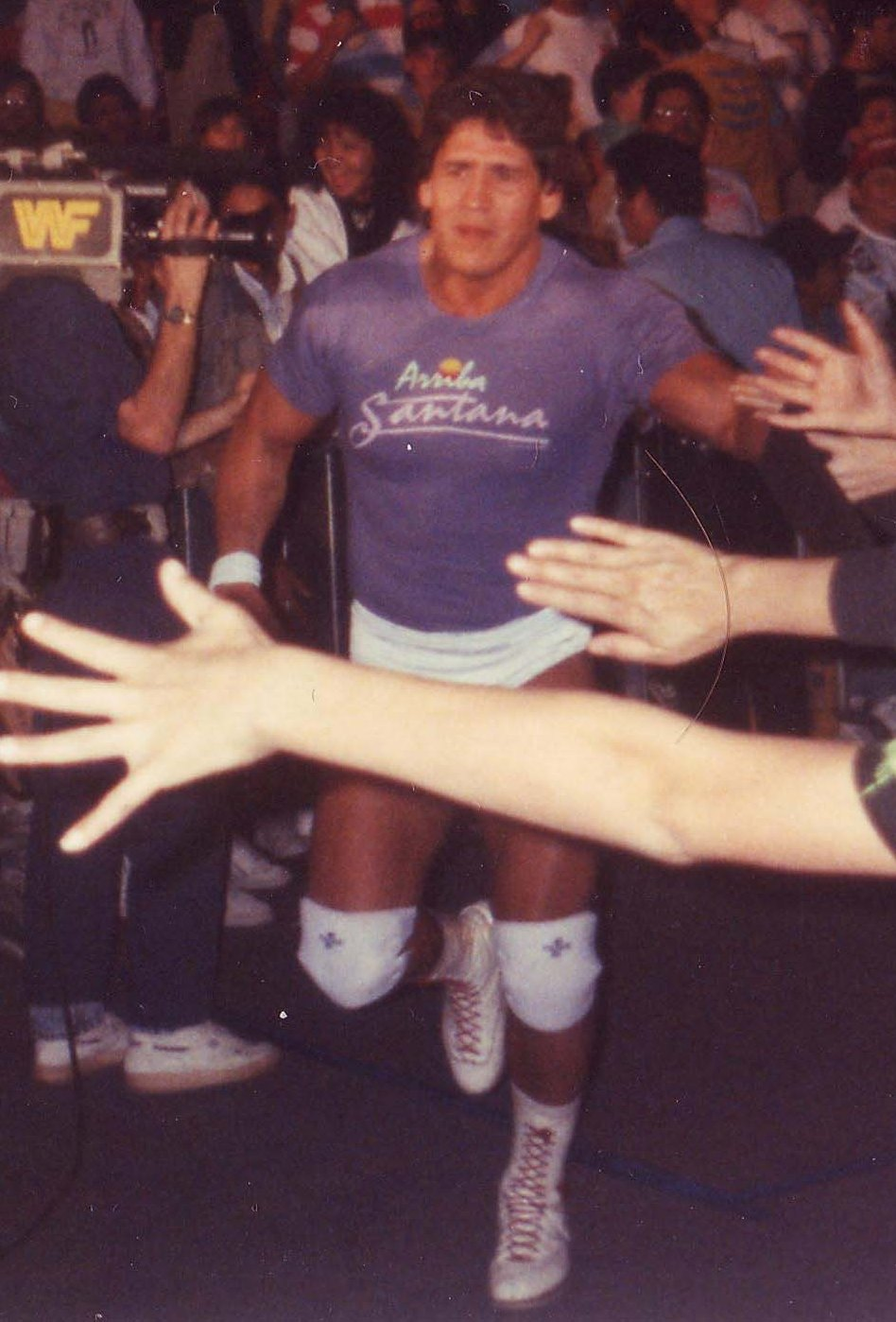
Сантана выходит на ринг в 7 марта 1989 года

## Титулы и достижения
- American Wrestling Federation
  - Чемпион AWF в тяжёлом весе (2 раза)[1]
- Empire Wrestling Alliance
  - Чемпион EWA в тяжёлом весе (1 раз)
- Eastern Championship Wrestling
  - Чемпион ECW в тяжёлом весе (1 раз)
- House of Pain Wrestling Federation
  - Командный чемпион HoPWF (1 раз)
- Independent Association of Wrestling
  - Телевизионный чемпион IAW (1 раз)
- Independent Wrestling Federation
  - Командный чемпион IWF — с Бигги Биггсом (1 раз)
- International Association of Wrestling
  - Телевизионный чемпион IAW (1 раз)
- International World Class Championship Wrestling
  - Чемпион IWCCW в тяжёлом весе (1 раз)[2]
- NWA Western States Sports
  - Командный чемпион NWA Western States (1 раз) — с Тедом Дибиаси
- National Wrestling Alliance
  - Турнир Золотого кубка по рестлингу в Хьюстоне (1981)[3]
- National Wrestling Council
  - Чемпион NWC в тяжёлом весе (1 раз)[2]
- New England Pro Wrestling Hall of Fame
  - C 2011 года
- Northern States Wrestling Alliance
  - Чемпион NSWA в тяжёлом весе (1 раз)
- Зал славы и музей рестлинга
  - С 2013 года[4]
- Pro Wrestling Illustrated
  - Команда года (1979) — с Иваном Путским
- Renegade Wrestling Alliance
  - Чемпион RWA в тяжёлом весе (1 раз)
- USA Pro Wrestling
  - Чемпион USA Pro в тяжёлом весе (1 раз)
- Unified Championship Wrestling
  - Чемпион UCW в тяжёлом весе (1 раз)[2]
- Universal Superstars of America
  - Командный чемпион USA (1 раз) — с Крисом Майклсом[2]
- World-1
  - Командный чемпион W1 (1 раз) — с Тревисом Ли[5]
- World Wrestling Federation/Entertainment
  - Интерконтинентальный чемпион WWF в тяжёлом весе (2 раза)
  - Командный чемпион WWF (2 раза) — с Иваном Путским (1) и Риком Мартелом (1)
  - «Король ринга» (1989)
  - Зал славы WWE (2004)
- Rio Grande Valley Sports Hall of Fame
  - C 2007 года